# 美國陸軍第2裝甲師
第2裝甲師（英語：U.S.Army 2rd Armored Division）是美國陸軍的一個裝甲師。於1940年成立，曾在二戰中立下了不少汗馬功勞。現時已被解除編號，並編入第4步兵師。

## 歷史

### 第二次世界大戰
於第2裝甲師於1940年7月15日成立。第二裝甲師初試啼聲是在北非的火炬行動，之後又轉戰西西里。
之後在1944年6月6日登陸諾曼第，並趕往卡朗唐支援已經拿下該地的第101空降师。7月25日,美軍登動眼鏡蛇行動，第2裝甲師與其他一眾美軍部隊發動攻勢，並順利突破德軍防線。之後第2裝甲師於阿弗朗什阻止了德軍的反攻。接下來就一路推進到德國邊境。突出部之役爆發後，第2裝甲師趕往前線增援。當突出部之役結束後，第1步兵師便隨著盟軍越過齊格菲防線及萊茵河，攻入德國，並成為第一個到達易北河的部隊。

### 海灣戰爭
在海灣戰爭中,第2裝甲師第一旅被部署到沙特阿拉伯，支授美軍第1及第2海軍陸戰師收復科威特。

### 解散
在海灣戰爭後，第2裝甲師便被調來調去。最終於1995年解除編號，並編入第四步兵師。